# Harmodesmus xenopus
Harmodesmus xenopus är en mångfotingart som beskrevs av Hoffman 2005. Harmodesmus xenopus ingår i släktet Harmodesmus och familjen Gomphodesmidae. Inga underarter finns listade i Catalogue of Life.